# Metropolia di Vladimir
La metropolia di Vladimir (in russo: Владимирская митрополия) è una delle province ecclesiastiche che costituiscono la Chiesa ortodossa russa.
Istituita dal Santo Sinodo il 16 luglio 2013, comprende l'intera oblast' di Vladimir nel circondario federale centrale.
È costituita da tre eparchie:
- Eparchia di Vladimir
- Eparchia di Aleksandrov
- Eparchia di Murom

Sede della metropolia è la città di Vladimir, il cui vescovo ha il titolo di "Metropolita di Vladimir e Suzdal'".